# All Eyes on You
All Eyes on You è un singolo di Meek Mill estratto dall'album Dreams Worth More Than Money, prodotto in collaborazione con la rapper Nicki Minaj e con Chris Brown per la parte vocale.
Il brano è stato scritto da Sean Combs, Steven Jordan, Christopher Wallace, Anthony Henderson, Bryon McCane, Steven Howse, Chris Brown, Kevin Cossom, Andre Davidson, Nicki Minaj, Daniel Morris, Alex Delicata, Sean Davidson e Robert Williams.

## Tracce
1. All Eyes on You – 3:44

## Classifiche
| Classifica (2015) | Posizione raggiunta |
| ----------------- | ------------------- |
| Stati Uniti       | 21                  |
| Canada            | 40                  |
| Regno Unito       | 55                  |
| Irlanda           | 76                  |
| Paesi Bassi       | 82                  |
| Svezia            | 89                  |
| Francia           | 186                 |